# Карл Люгер
Карл Лю́ґер (нім. Karl Lueger Німецька: [ˈlu̯eːɡɐ]; 24 жовтня 1844, Відень — 10 березня 1910, Відень) — бургомістр Відня (з 1897 року), керівник австрійських християнських соціалістів, які проповідували, серед іншого, антисемітські погляди, що ріднило їх з «великогерманцями».
Люґер зробив великий внесок у розвиток Відня на початку XX століття. Його ім'я пов'язано з газифікацією, електрифікацією Відня, проведення другої гілки водогону, трамваєм. Його ім'я до 2013 року носив один з бульварів віденського Ринґу і найбільша церква («Меморіальна церква Карла Люґера») на Центральному цвинтарі Відня.